# Panacanthocystida
A Panacanthocystida a Haptista Centroplasthelida kládjának csoportja.

## Történet
Elsőként leírt kládjai a Chalarothoracina, melyet Hertwig és Lesser írt le 1874-ben, és az Acanthocystidae, melyet Claus írt le ugyanez évben.
Az Acanthocystida és a Marophryidae kládokat 2007-ben írták le Cavalier-Smith és von der Heyden, majd 2018-ban Shishkin és Zlatogursky megváltoztatták meghatározását a Yogsothoth nemzetség és annak 2 faja, a Yogsothoth knorrus és a Yogsothoth carteri felfedezése után, mivel túl csekély mértékben bővült 18S rRNS-e az Acanthocystidába soroláshoz, és leírták a Yogsothothot tartalmazó Panacanthocystidát. 4 kládot sorolt ide Shishkin és Zlatogursky: ezek a monotipikus Yogsothothidae, az Acanthocystida, a Marophryidae és a Chalarothoracina.
Zlatogursky szintén 2018-ban írta le a monotipikus – csak a Raphidocystist tartalmazó Raphidocystidae kládot.
2022-ben fedezték fel Shishkin-Skarð et al. a Ricksol blepharistest, melyet az így létrehozott monotipikus Ricksolidae családba soroltak, emellett új nemzetséget hoztak létre Ozanamia néven, melyet az Ozanamiidae családba soroltak. Az Ozanamia két elnevezett fajának eredeti neve Choanocystis symna és Choanocystis curvata volt, új nevük Ozanamia symna és Ozanamia curvata.

## Morfológia
Háza általában szilikátpikkelyekből áll vagy szerves tüskéket tartalmaz belső lemezes és változatos morfológiájú üreges becsavart szélű külső pikkelyekkel, vagy csak lemezes pikkelyekből áll. Külső pikkelyei típusa a belső pikkelyek morfológiájától függ: lehet sugarasan szimmetrikus tüskés (tölcsér vagy sugarasan szimmetrikus alapú tű alakú).
Egyes fajai (például a Yogsothoth nemzetségben) kolóniát képezhetnek.
A Yogsothoth általában két szilikáttartalmú pikkelytípussal rendelkezik. A belső réteg pikkelyei laposak és egyszerűek, általában axiálisan bordázottak, a külsők különböző típusúak lehetnek, de jobban hasonlítanak tányér, mint tüske alakú pikkelyekre, az Acanthocystida általában rendelkezik szilikáttartalmú pikkellyel vagy szerves anyagból álló tüskékkel.
A Ricksolidae külső pikkelyei hosszú törzzsel és kis, laterálisan szárnyas alaplemezzel rendelkeznek, az Ozanamiáéi alaplemezei szív alakúak.

## Genetika

### Inzertációk
18S rRNS-e legalább ötször bővült a Panacanthocystida-bővülésihelyekben: a Yogsothoth esetén a 2., a 6., a 7., a 10. és a 12., az Acanthocystidában az 1., a 2., a 6., a 7., a 9–12. és a 14., a Marophryidaeben az 1., a 2., a 6., a 7., a 9–12. és a 14., a Chalarothoracinában az 1–7., a 9–12. és a 14., a Ricksolidaeben az 1–4., a 6. és a 7. helyen történt inzertáció. E bővülési helyekben történő inzertáció ismert az ismeretlen helyzetű Spiculophryidae kládban is, ahol a 2., a 6., a 7., a 10. és a 12. helyen található.
A Marophryidae genetikai ismertetőjegyeként írták le Adl et al. az inzertációkat.

## Életciklus
A Ricksol blepharites pikkelyes és tüskés állapot közt váltakozik, ez feltehetően a Panacanthocystida korai ágaiban is jelen van.